# Baji-kōen
Il Baji-kōen (馬事公苑?) è un parco e centro equestre situato nel quartiere Setagaya di Tokyo.

## Storia
Il 29 marzo 1939 iniziarono i lavori di realizzazione del parco, che fu inaugurato il 29 settembre 1940. Nel 1954 il parco passò sotto l'amministrazione dell'appena nata Japanese Racing Association (JRA). Nel 1964, tra il 22 e il 23 ottobre, fu la sede delle gare equestri di dressage individuale e a squadre dei Giochi della XVIII Olimpiade.
Il 31 dicembre 2016 il parco è stato chiuso per essere sottoposto ad estesi lavori di rinnovo in vista dei Giochi della XXXII Olimpiade. Il 15 luglio 2020 le nuove strutture hanno ospitato un evento test pre-olimpico. Dopo uno slittamento di un anno a causa della pandemia di COVID-19, tra il 24 luglio e il 7 agosto 2021 il parco ha ospitato le gare olimpiche di equitazione. Dal 26 al 30 agosto hanno avuto invece luogo le competizioni di equitazione paralimpica dei XVI Giochi paralimpici estivi. Il parco riaprirà al pubblico nell'autunno 2022.

## Caratteristiche
Il parco occupa una superficie complessiva di circa 180 000 m². Per i giochi olimpici e paralimpici erano state realizzate delle strutture temporanee in grado di ospitare fino a 9 300 spettatori.